# Woordenboek der Nederlandsche Taal
Het Woordenboek der Nederlandsche Taal, kortweg WNT, is een historisch woordenboek dat de Nederlandse woorden vanaf 1500 (tot 1976) beschrijft. Het is, gemeten naar het aantal pagina's, het grootste woordenboek ter wereld met tussen 350.000 en 400.000 woorden die verdeeld zijn over 43 banden.
Het WNT is samengesteld door het Instituut voor Nederlandse Lexicologie.

## Geschiedenis

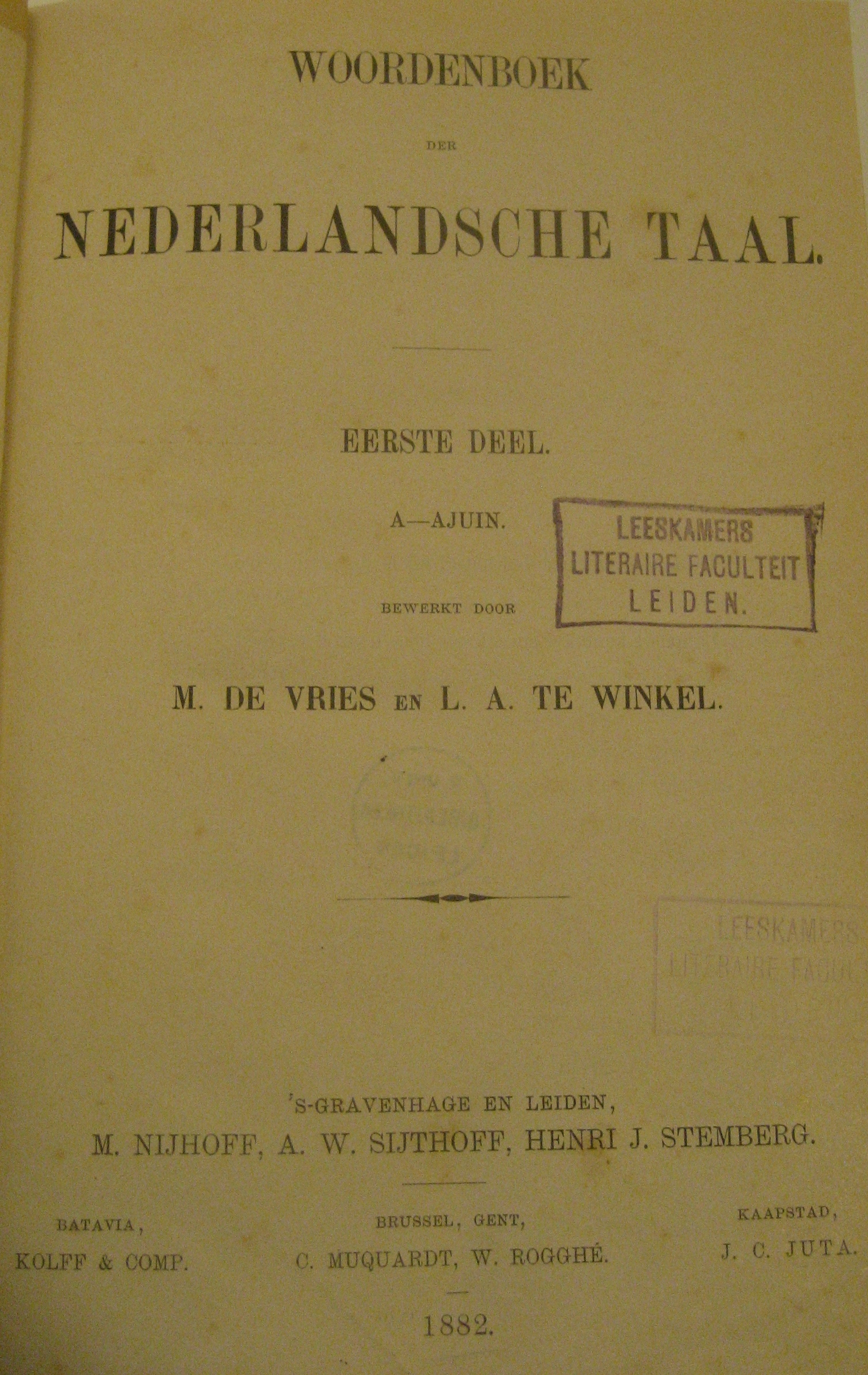
Titelpagina van deel 1 (A–Ajuin)

De eerste aflevering werd in 1864 gepubliceerd, de laatste op 16 juni 1998. Geteld vanaf 1851 is er door vijf generaties aan gewerkt. Het project werd oorspronkelijk financieel mogelijk gemaakt door de bankier en taalliefhebber Abraham Wertheim.
In 2001 verschenen nog drie delen Aanvullingen met nog niet eerder in het WNT behandelde, vooral 20e-eeuwse woorden. Het complete WNT bestaat dus uit 43 banden, die bij elkaar zo'n drie meter ruimte in een boekenkast vragen. Alle delen zijn ook in facsimile uitgegeven, in 1995 is een cd-rom door uitgever AND op de markt gebracht. De WNT-informatie was voor de productie van de cd-rom in India overgetikt door personen die de Nederlandse taal niet machtig waren. Door een methode van typen en controletypen werd een onwaarschijnlijk laag foutenpercentage gehaald. Door deze actie is het WNT ook online raadpleegbaar.
De ongeveer 1.700.000 citaten, die inmiddels voor meer dan de helft ook van een datering zijn voorzien, vertegenwoordigen het geschreven Nederlands van vijf eeuwen. Het WNT beschrijft de betekenis en geschiedenis van honderdduizenden bekende en onbekende woorden, jonge woorden en zeer oude woorden.
Het WNT behandelt ongeveer 400.000 trefwoorden waarvan zo'n 95.000 hoofdtrefwoorden, verdeeld over 98.510 kolommen (49.255 pagina’s), inclusief de Aanvullingen.
Opmerkelijk is dat het WNT in zijn geheel – dus ook de recentste afleveringen – is opgesteld in de in 1863 gepubliceerde spelling van De Vries en Te Winkel. Deze werd speciaal voor het WNT ontworpen.

## Nieuwe versie

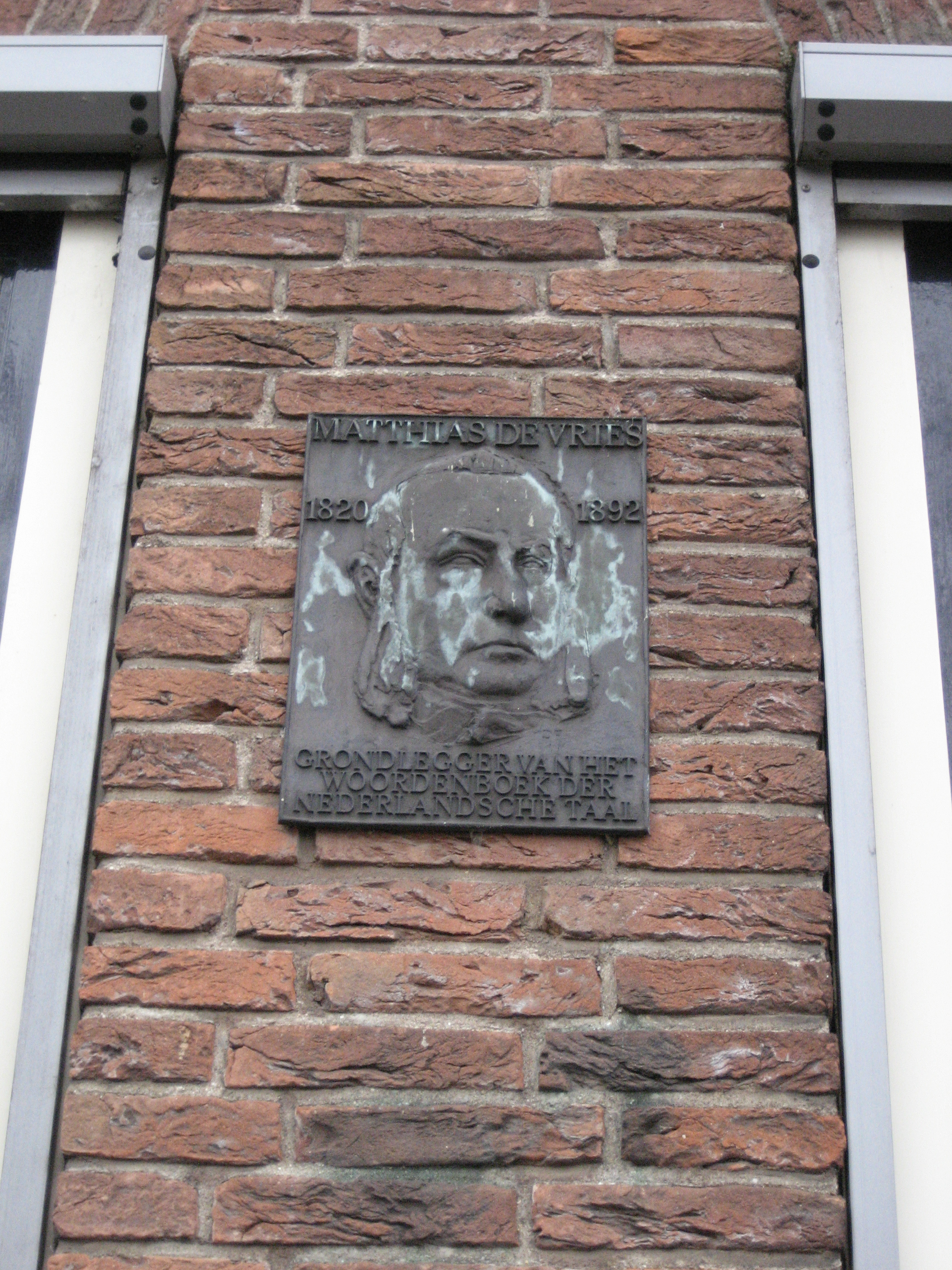
Gedenkplaat in Leiden voor Matthias de Vries, "grondlegger van het Woordenboek der Nederlandsche Taal"

Er is gratis een onlineversie van het WNT beschikbaar. Om het woordenboek beter toegankelijk en gemakkelijker raadpleegbaar te maken is de structuur van de woordenboekartikelen in- en uitklapbaar gemaakt, zodat niet steeds de complete tekst doorgelezen hoeft te worden. Ook de citatenblokken kunnen naar believen worden bekeken. Alle subtrefwoorden zijn doorzoekbaar gemaakt en aan de trefwoorden in de spelling De Vries/Te Winkel uit 1863 (mensch, photo) is een equivalent toegevoegd in de huidige spelling (mens, foto). Ook zijn er koppelingen aangebracht die aan de trefwoorden informatie uit andere bronnen koppelen. Hierbij horen o.a. de taalkaarten uit de Taalatlas van Kloeke, etymologische informatie uit het Etymologisch woordenboek van het Nederlands, informatie over het Afrikaans en afbeeldingen van planten en dieren.
De onlineversie van het WNT is opgenomen in de Geïntegreerde Taalbank (GTB), waarin ook het Oudnederlands Woordenboek (ONT), het Vroegmiddelnederlands Woordenboek (VMNW), het Middelnederlandsch Woordenboek (MNW) en het Wurdboek fan de Fryske taal / Woordenboek der Friese taal (WFT) kunnen worden geraadpleegd.

## Andere grote woordenboeken
- Deutsches Wörterbuch (DWB)
- Dictionary of the Older Scottish Tongue (DOST)
- Diccionario de la Real Academia Española (DRAE)
- Dictionnaires Le Robert
- Lietuvių kalbos žodynas (LKŽ)
- Norsk Ordbok (NO)
- Ordbog over det danske Sprog (ODS)
- Oxford English Dictionary (OED)
- Příruční slovník jazyka českého (PSJČ)
- Schweizerisches Idiotikon - Wörterbuch der schweizerdeutschen Sprache
- Scottish National Dictionary (SND)
- Svenska Akademiens Ordbok (SAOB)
- Thesaurus Linguae Latinae (TLL)
- Trésor de la langue française (TLF)[4]
- Trésor de la langue française au Québec (TLFQ)[5]
- Webster's Third New International Dictionary
- Woordeboek van die Afrikaanse Taal (WAT)
- Wurdboek fan de Fryske Taal (WFT)

## Publicaties
- Woordenboek der Nederlandsche taal door M. de Vries & L.A. te Winkel. 43 banden. 's-Gravenhage, Nijhoff, 1864-2001
- 130 jaar woordenboek der Nederlandsche taal, 1851-1981. De briefwisseling tussen Matthias de Vries en Jacob Grimm 1852-1863. Bewerkt door C. Soeteman. Leiden, Stichting Instituut voor Nederlandse Lexicologie, 1982. Geen ISBN
- L. van Driel en J. Noordegraaf: De Vries en Te Winkel. Een duografie. Den Haag / Antwerpen, Sdu Uitgevers, 1998. ISBN 90-75566-77-8
- Het WNT in de UB. Catalogus bij een tentoonstelling over het Woordenboek der Nederlandsche Taal in de Leidse Universiteitsbibliotheek van 12 februari tot 27 maart 1999. Woord vooraf: H. Heestermans ; red.: A. Bouwman. Leiden, Bibliotheek der Universiteit Leiden, 1999. Geen ISBN

## Zie ook

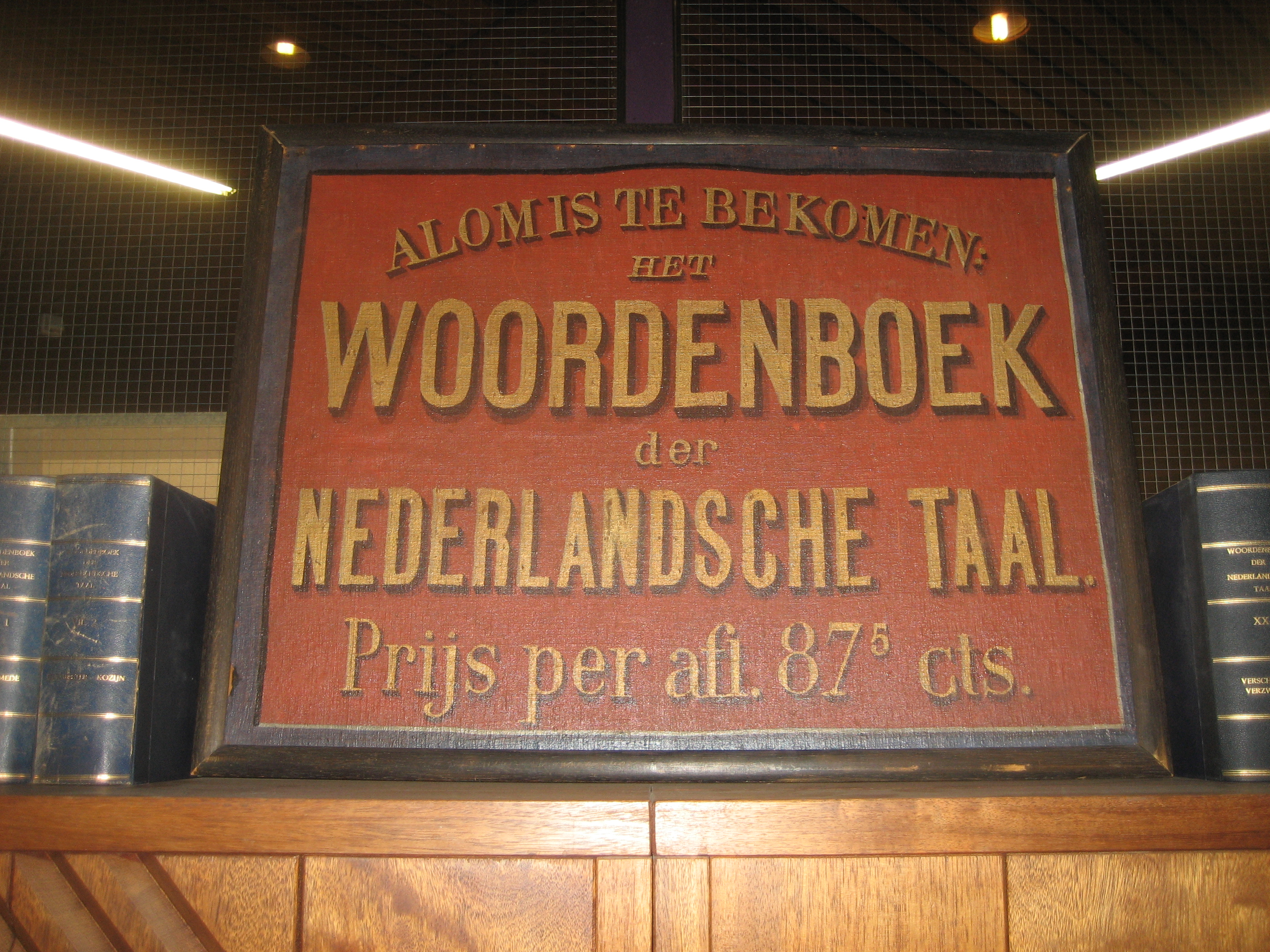
Advertentie voor het WNT